# アンテナ技研
アンテナ技研株式会社は業務用アンテナおよび関連機器を開発、製造する日本のアンテナメーカー。

## 沿革
- 1965年 - アンテナ技研株式会社設立。本社を千葉市汐見ヶ丘、工場を大宮市東新井に設ける。
- 1967年 - テレビジョン放送用フィルタの開発・納入、国際VHF用アンテナ及び空中線共用器開発・納入、人工衛星搭載用ターンスタイルアンテナ開発・納入
- 1970年 - VHF人工衛星コマンドアンテナ開発、業務用通信アンテナ及びフィルタVHF、UHF帯開発・販売開始
- 1971年 - ウーレンウエーバー・アンテナ試作
- 1975年 - 白石UHFテレビジョン放送サテライト局アンテナ納入（東日本放送）
- 1976年 - 高性能モノパルス方式コセカント指向性SSRアンテナ試作（通産省技術改善事業の試作研究）
- 1978年 - 高効率アンテナ（SNアンテナ）開発・販売　開発者である中林進（東洋通信機）のイニシャルから命名した
- 1980年 - 浦和市常盤に浦和営業所を開設
- 1981年 - ILS（航空無線誘導装置）用空中線装置開発・納入
- 1982年 - パーソナル無線携帯用アンテナ（SNアンテナ）の開発・納入
- 1984年 - 海事衛星通信用アンテナの開発・納入
- 1985年 - 列車無線アンテナの開発・納入
- 1987年 - 大宮市宮ヶ谷塔に工場建設、本社・工場・営業所を統合
- 1990年 - 携帯電話基地局用合成分配フィルタ試作・納入開始
- 1993年 - 渋谷区恵比寿に東京営業所を開設
- 1994年 - 携帯電話基地局用アンテナ納入開始、PHS基地局用アンテナ開発・納入開始
- 1996年 - 本社工場を拡張
- 1997年 - 東京営業所を港区新橋に移転・拡張
- 1998年 - 2GHzWLL用アンテナ開発、ETC料金所用アンテナ開発
- 1999年 - 26GHz帯無線アクセス用アンテナ開発、エスパーアンテナ開発（ATR共同開発）
- 2000年 - M-SAT用アンテナ開発・納入
- 2002年 - 東京営業所を本社に移転・統合、地上デジタル放送用フィルタの開発
- 2003年 - つくばエクスプレス車上アンテナ納入、PHS基地局用水平偏波アンテナ開発・納入開始、地上デジタル放送用広帯域リングアンテナ開発、陸域観測技術衛星ALOS搭載PALSAR用PARC納入（JAXA）
- 2004年 - NVISアンテナ納入開始
- 2005年 - DEURAS用アンテナ装置納入、900MHz帯RFID用アンテナ開発
- 2006年 - 高速鉄道用高周波部フィルタ納入
- 2007年 - ウインドプロファイラ用マルチビームパラボラアンテナ納入、ETC予告アンテナ開発・納入
- 2008年 - 260MHz帯救急車用アンテナ納入（東京消防庁）、トンネル内ラジオ再送信用フィルタ納入
- 2009年 - 地上デジタル放送ミニサテライト局用リングアンテナ納入
- 2010年 - 画像伝送用追尾パラボラアンテナ納入
- 2011年 - 列車用WiMAXアンテナ納入
- 2012年 - 小型衛星用アンテナ開発・納入
- 2013年 - 放送連絡無線用共用器、アンテナ納入
- 2014年 - 超小型深宇宙探査機用アンテナ開発・納入、ソフトウェア無線機用HF帯アンテナ納入
- 2018年 - 40GHz帯パラボラアンテナ開発・納入
- 2019年 - 地盤変動観測用コーナリフレクタ(Cバンド)を開発・納入
- 2020年 - 戦略的基盤技術高度化支援事業「社会インフラの防災・減災に資する低廉で小型なリアルタイム変位画像化レーダー(汎用MIMO型GB-SAR)の開発」の受託
- 2021年 - 未来社会創造事業 大規模プロジェクト型「超広帯域アンテナ・デジタル技術を用いたレーダ及び放射計の開発と実証」の受託
- 2022年 - 令和４年度さいたま市リーディングエッジ企業として、コア技術「人工衛星用小型アンテナの製品化技術」にて継続認証
- 2023年 - 成長型中小企業等研究開発支援事業「社会インフラ維持業務効率化用６０ＧＨｚ帯（ビヨンド５Ｇ帯）レーダ／通信共用アンテナ一体モジュール開発」の受託

## 主な製品
- 業務無線用アンテナ、関連機器
- 防災無線用アンテナ、関連機器
- 放送用アンテナ、関連機器
- 計器着陸装置（ILS）用アンテナ
- 無線中継伝送装置（FPU）用アンテナ
- ETC路側機用アンテナ
- レーダ用アンテナ

## 主要取引先
- 防衛省
- 東京消防庁
- 海上保安庁
- 国立研究開発法人宇宙航空研究開発機構
- 国立研究開発法人情報通信研究機構
- 株式会社国際電気通信基礎技術研究所
- 日本電信電話株式会社
- NTT未来ねっと研究所
- 株式会社IHIエアロスペース
- アンリツ株式会社
- 池上通信機株式会社
- 沖電気工業株式会社
- 株式会社JVCケンウッド
- 東芝インフラシステムズ株式会社
- 東京計器株式会社
- 長野日本無線株式会社
- 日本電気株式会社
- 日本無線株式会社
- 株式会社日立国際電気
- 古河電気工業株式会社
- 富士通株式会社
- 株式会社SUBARU
- パナソニックホールディングス株式会社
- 三菱重工業株式会社
- 三菱電機株式会社
- 明星電気株式会社
- 各大学、他